# Театри Білорусі
Список театрів Білорусі (біл. Спіс тэатраў Беларуси, рос. Список театров Белоруссии) подає єдиним переліком існуючі на теперішній час (початок 2010 року) театри Білорусі згідно з чинним адміністративним поділом (окремо на початку подано театри столиці, міста Мінськ). У переліку (неповному) наводяться як великі національні, державні і республіканські та обласні театри, так і міські, театр-студії та інші (у Білорусі всі театри державної форми власності).

## Мінськ
- Національний академічний Великий театр опери та балету Республіки Білорусь
- Національний академічний театр імені Янки Купали
- Національний академічний драматичний театр імені М. Горького
- Білоруський державний академічний музичний театр
- Білоруський Державний молодіжний театр
- Білоруський державний театр ляльок
- Державний молодіжний театр естради
- Білоруський республіканський театр юного глядача
- Республіканський театр білоруської драматургії
- Драматичний театр Білоруської армії
- Мінський театр гумору «Христофор»
- Новий драматичний театр
- Сучасний художній театр
- Театр «Зьніч»
- Театр «Компанія»
- Театр «Театральний ковчег»
- Театр сучасної хореографії «D.O.Z.SK.I»
- Пластичний театр «ИнЖест»
- Театр-студія кіноактора
- Театр-студія імені Є. Мировича Білоруської державної академії мистецтв

## Берестейська область

### Берестя
- Берестейський обласний драматичний театр
- Берестейський обласний театр ляльок

### Пінськ
- Поліський драматичний театр

## Вітебська область

### Вітебськ
- Національний академічний драматичний театр імені Якуба Коласа
- Білоруський театр «Лялька»

## Гомельська область

### Гомель
- Гомельський обласний драматичний театр
- Гомельський державний театр ляльок
- Міський експериментальний молодіжний театр-студія
- Гомельський дитячий театр «Синтез»

### Мозир
- Мозирський драматичний театр імені Івана Мележа

## Гродненська область

### Гродно
- Гродненський обласний драматичний театр
- Гродненський обласний театр ляльок

### Слонім
- Слонімський драматичний театр

## Мінська область

### Молодечно
- Мінський обласний драматичний театр
- Мінський обласний театр ляльок «Батлейка»

## Могильовська область

### Могильов
- Могильовський обласний драматичний театр
- Могильовський обласний ляльковий театр

### Бобруйськ
- Могильовський обласний театр драми і комедії імені В. І. Дуніна-Марцинкевича